# 1999 AU21
1999 AU21 är en asteroid i huvudbältet som upptäcktes den 15 januari 1999 av den kroatiska astronomen Korado Korlević vid Višnjan-observatoriet.
Asteroiden har en diameter på ungefär 6 kilometer.